# Битва полов (фильм, 1914)
«Битва полов» (англ. The Battle of the Sexes) — драматический фильм, поставленный Дэвидом Уорком Гриффитом в 1914 году. Считается утерянным. Сохранилось только две минуты из примерно пятидесяти. Однако Гриффит переделал его в 1928 году, и более поздняя версия сохранилась.
В своей автобиографии 1973 года оператор Билли Битцер писал, что они снимали «Битву полов» с декабря 1913 года по март 1914 года, во время перерыва в предыдущей постановке «Побега», которая была приостановлена, пока Бланш Свит восстанавливалась после болезни.

## В ролях
- Дональд Крисп — Френк Эндрюс
- Лилиан Гиш — Джейн Эндрюс, дочь
- Роберт Харрон — Джон Эндрюс, сын
- Мери Элден — миссис Френк Эндрюс
- Оуэн Мур — любовник Клео
- Фей Тинчер — Клео
- У. Е. Лоуренс
- Рудольф Валентино — нет в титрах